# 한국의 군사사
한국의 군사 역사는 고대 국가인 고조선부터 현재의 조선민주주의인민공화국과 대한민국에 이르기까지 수천 년에 걸쳐 있으며, 수많은 침략자들에 대한 성공적인 승리로 유명하다.
역사 전반에 걸쳐 한국은 수적으로 우세한 적들에게 대항하여 탁월한 승리를 거둔 수많은 뛰어난 지도자들을 자랑한다. 한국을 외세 침략으로부터 방어한 것으로 평가받는 유명한 지도자로는 고구려의 을지문덕이 고구려-수 전쟁에서 수나라를 물리쳤고, 고구려의 연개소문은 제1차 고구려-당 전쟁에서 당 태종이 이끄는 당나라를 물리쳤으며, 고려의 강감찬은 제3차 고려-거란 전쟁에서 거란을 물리쳤고, 고려의 최영과 이성계는 홍건적의 고려 침공에서 홍건적을 물리쳤으며, 조선의 이순신은 임진왜란 중 바다에서 일본군을 물리쳤다.
기타 주목할 만한 지도자로는 정복을 통해 동북아시아에 대제국을 건설한 고구려의 광개토대왕이 있으며, 그는 백제, 신라, 금관가야 등 다른 한국 왕국들을 복속시켜 삼국 시대의 짧은 통일을 이루었다. 백제의 근초고왕은 평양시를 점령하고 해외 영토를 개척하여 한반도의 많은 부분을 지배하고 해상권을 장악했으며, 신라의 문무왕과 김유신은 삼국을 통일하고 당나라를 물리쳐 한반도에 대한 완전한 지배권을 얻었다. 대조영은 고구려의 멸망 후 발해를 세우고 고구려-당 전쟁 중 잃었던 고구려 영토를 되찾았으며, 후삼국 시대의 장보고는 해상 제국을 건설하고 강력한 함대를 지휘했다. 태조 (고려)는 후삼국 시대를 통일하고 고구려의 계승 국가로서 고려를 건국했으며, 고려의 윤관은 여진족을 물리치고 만주에 9개 성을 건설했다.
냉전 기간 동안 한국군은 베트남 전쟁에 적극적으로 참여하여 미국에 이어 두 번째로 큰 외국군 파병 규모를 보였다. 조선민주주의인민공화국도 냉전 기간 동안 욤키푸르 전쟁, 에티오피아 내전, 우간다 내전을 포함한 여러 분쟁에서 공산 진영을 지원하기 위해 병력, 군사 장비 및 고문관을 파견했다.
오늘날 조선민주주의인민공화국과 대한민국은 세계에서 가장 크고 치명적인 군대를 운용하고 있다. 한편, 조선민주주의인민공화국은 조선민주주의인민공화국의 대량살상무기를 비롯한 다른 대량살상무기를 보유하고 있는 것으로 널리 의심받고 있다. 대한민국은 최첨단 무기로 무장한 정교한 재래식 군대를 갖추고 있다. 대한민국은 현재 전 세계 여러 유엔 평화 유지 임무에 참여하고 있다. 대한민국 국군은 다른 나라들, 특히 미국과의 군사 동맹을 누린다.

## 연표

### 고조선
- 고조선-연 전쟁 – 기원전 4세기
- 고조선-한 전쟁 – 기원전 109-108년

### 부여
- 말갈 정복

### 원삼국 시대

#### 고구려
- 한사군과의 지속적인 전투
  - 좌원 전투
  - 현도군 정복 – 302년
  - 낙랑군 정복 – 313년
  - 대방군 정복 – 314년
- 공손도의 고구려 공격 – 190년
- 고구려-위 전쟁 – 244년
- 선비족 정복
- 거란 정복

#### 백제
- 말갈 정복
- 마한의 백제 정복

#### 신라
- 진한의 신라 정복
- 가야와의 전쟁

#### 가야
- 가야와의 전쟁

### 삼국 시대

#### 고구려 원정
- 근초고왕의 원정: 평양시 정복
- 광개토대왕의 백제 원정
- 광개토대왕의 공격
  - 가야 원정
  - 고구려-왜 전쟁
- 광개토대왕의 원정
  - 선비족 원정
  - 말갈 정복
  - 거란 정복
  - 부여 정복

#### 고구려, 백제-신라 동맹 전쟁
- 장수왕의 신라와 백제 공격
- 백제-신라 동맹의 침략 – 475년
- 백제-신라-가야 연합군의 고구려 공격
- 관산성 전투 – 554년
- 가야 합병 – 532/562년

#### 기타 분쟁
- 백제의 탐라 정복 – 498년
- 신라의 울릉군 정복 – 512년

#### 고구려-수 전쟁 (598–614)
- 고구려-수 전쟁 – 598년

#### 고구려-당 전쟁 (645–668)
- 제1차 고구려-당 전쟁 – 645년
  - 안시성 전투 — 645년
  - 주필산 전투 — 645년
- 사수 전투 — 662년
- 금산 전투 — 667년

당나라와 신라에 대항하는 고구려와 백제 동맹 포함

#### 백제-당 전쟁 (660–663)
- 백제의 멸망 – 660년

#### 신라-당 전쟁 (668–676)
- 백제와 고구려 민족의 다른 반란
- 매소성 전투

### 남북국 시대

#### 발해
- 천문령 전투 – 건국 전쟁 – 698년
- 등주에 대한 발해 원정 – 732년
- 발해-신라 분쟁
- 거란의 발해 정복 – 926년

#### 신라 (676–935)
- 장보고의 원정
- 김헌창의 난
- 적고적의 난
- 웅진도독부 정복 – 676년
- 계림주도독부 정복 – 735년
- 안동도호부 정복 – 773년
- 아자개의 난
- 기훤의 난
- 양길의 난
- 후삼국 시대 – 900~936년

### 고려 시대

#### 고려 전쟁
- 만주의 북방 확장
- 고려-거란 전쟁
  - 제1차 고려-거란 전쟁
  - 제2차 고려-거란 전쟁
  - 제3차 고려-거란 전쟁 (참고: 귀주 대첩)
- 윤관 장군의 여진족과의 전쟁 (참고: 한-여진 국경 분쟁)
- 고려-몽골 전쟁
- 삼별초의 항쟁
- 원나라의 일본 원정
  - 제1차 일본 원정
  - 제2차 일본 원정
- 동녕부 정복 – 1290년
- 쌍성총관부 정복 – 1356년
- 홍건적의 고려 침공
- 랴오양시 원정 – 1370년
- 왜구와의 전쟁
  - 제1차 쓰시마섬 침공

#### 내부 분열
- 이자겸의 난
- 묘청의 난
- 무신정변 – 1170년
- 김보당의 난
- 조위총의 난
- 망이·망소이의 난
- 김사미·효심의 난
- 만적의 난
- 위화도 회군

### 조선 시대

#### 분쟁
- 제2차 쓰시마 정복 (제3차 대마도 정벌) – 1419년
- 삼포왜란 – 1510년
- 임진왜란 (임진) – 1592–1598년
- 만주에 대한 북벌 (참고: 한-여진 국경 분쟁)
- 정묘호란 – 1627년
- 병자호란 – 1636년
- 나선정벌 – 1654–1658년
- 프랑스군의 조선 원정
- 제너럴 셔먼호 사건
- 신미양요
- 운요호 사건

#### 전국적인 내부 분열
- 이시애의 난
- 이괄의 난
- 홍경래의 난
- 임오군란
- 동학 농민 혁명

### 대한제국

#### 분쟁
- 대한제국의 만주 침공
- 남대문 전투

### 1910–1945: 식민지 시대
- 독립군의 활동
  - 청산리 전투
  - 봉오동 전투
  - 자유시 참변
- 한국 광복군의 활동
  - 동남아시아 전구 (제2차 세계 대전)

### 1945년 이후
- 6.25 전쟁
  - 한반도 비무장 지대 분쟁
- 베트남 전쟁
  - 대한민국 국군의 베트남 전쟁 참전
- 걸프 전쟁
- 아프가니스탄 전쟁 (1978년~현재)
- 이라크 전쟁

## 같이 보기
- 한국의 역사
- 북괴군
- 대한민국 국군
- 한국 해군사
- 한국의 전투 목록
- 대한민국이 참전한 전쟁 목록
- 조선민주주의인민공화국의 대량살상무기
- 전쟁기념관 (대한민국)